# クラウディオ・リバルタ
クラウディオ・リヴァルタ（Claudio Rivalta, 1978年6月30日- ）は、イタリア・ラヴェンナ出身の元サッカー選手、現サッカー指導者。現役時代のポジションはディフェンダー。主に右サイドバックを務めた。

## 経歴
2000年、シドニーオリンピックのイタリア代表メンバーに選出される。代表定着も期待されたが、A代表への招集歴はない。2004年から2009年までアタランタBCに所属し、クラブの昇格・残留に貢献。2009年1月にトリノFCへ移籍するが、クラブはセリエB降格となった。
2014年より古巣ACチェゼーナのユースチームで指揮を執り、2017-18シーズンよりプリマヴェーラの監督へ昇格した。

## タイトル
チェゼーナ
- セリエC1 : 1997-98

アタランタ
- セリエB : 2005-06

スペツィア
- レガ・プロ・プリマ・ディヴィジオーネ : 2011-12
- コッパ・イタリア・レガ・プロ : 2011-12
- スーペルコッパ・ディ・レガ・ディ・プリマ・ディヴィジオーネ : 2011-12